# 遣迎院 (京都市東山区)
遣迎院（けんこういん）は、京都市東山区にある浄土宗西山禅林寺派の寺院。山号は慈眼山。本尊は十一面観音。南遣迎院とも称される。証空（西山国師）終焉の地である。

## 歴史
当院のそもそもの始まりは、建久5年（1194年）に関白九条兼実によって仏師快慶に作らせた釈迦如来と阿弥陀如来の像を、自らの別邸・月輪殿に祀ったことに始まる。その後、正治3年（1201年）に兼実の孫である九条道家が開基となり、兼実が帰依する法然の弟子・証空（浄土宗西山派の派祖）を招いて開山とし、月輪殿で祀られていた釈迦如来と阿弥陀如来の像を本尊として法性寺内（あるいは白河の地という説もある）に新たに寺院として整備し、遣迎院（けんごういん）と名付けて創建された。院名の「遣迎」は、発遣（はっけん・ほっけん）の釈迦と来迎の阿弥陀、つまり西方極楽浄土へ送り出す釈迦と迎え取る阿弥陀の両如来を本尊とすることによる。宝治元年（1247年）11月には証空は当院で亡くなっている。
後に天台・真言・律・浄土を学ぶ四宗兼学の道場として大いに栄えた。
また、当院は南北朝時代から2寺に分裂（後述）する時まで宮中の仏事を司る御黒戸四箇院（廬山寺、二尊院、般舟院、遣迎院）の一つであった。
天正3年（1575年）には定額寺となっている。
天正13年（1583年）に当院の境内地に羽柴秀吉が方広寺大仏殿（京の大仏）を建立しようと計画したため、当院は移転を余儀なくされた。しかし、方広寺大仏殿はその建立予定地を渋谷佛光寺の境内地に変更したため、当院の移転作業は中断された。だが、一連の経緯の中で当院は残念ながら2寺に分かれることとなってしまった。
移転することとした遣迎院は現在の上京区寺町通り広小路上る北之辺町（京都御所の東方・廬山寺の南隣）に移り、天台宗寺院となり京極遣迎院とも呼ばれた。1955年（昭和30年）に境内地を学校法人立命館に売却し、某資産家の山荘があった鷹峯の地へ移って一派を形成し、浄土真宗遣迎院派を名乗ってその本山となった。そのため鷹峯遣迎院とも呼ばれる。
一方、移転せずに現地にそのまま残った遣迎院が当院である。「慈眼院」と名を改めたが、その後旧名に復している。明治時代の廃仏毀釈により一度廃絶したが、1914年（大正3年）に再興し、浄土宗西山禅林寺派の寺院となった。なお、鷹峯の遣迎院は「けんごういん」で、当院は「けんこういん」と呼ばれる。
また、本堂の裏にある竹藪にはかつて安倍晴明を祀る晴明塚があったというが、明治維新の際に破壊されたという。

## 境内
- 本堂
- 庫裏
- 毘沙門堂
- 地蔵堂
- 証空の墓
- 山門

## 前後の札所
西山国師遺跡霊場
9 誓願寺　-　10 南遣迎院　-　11 真宗院